# 錦町公園 (仙台市)
錦町公園（にしきちょうこうえん）は、宮城県仙台市青葉区本町に位置する住区基幹公園である。

## 概要
当園は、北側を定禅寺通（国道45号）、東側を愛宕上杉通（銀杏坂）、南東側を大仏前通（おぼとけまえどおり）、南西側（段丘崖側）を市道区画街路南19号線・市道錦町公園南線・市道錦町公園西線の各々一部区間がつくる複雑に曲がる道によって囲まれる街区内にある。当街区の多くを占める仙台上町段丘面に当園・NHK仙台新放送局（ホテル仙台プラザ・旧斎藤報恩会自然史博物館跡地）がある。
当園は、仙台空襲で被災した仙台育英中学校（現仙台育英学園高等学校）外記丁校舎所在地などに戦後の戦災復興事業の一環として計画され、東北3県国体に合わせて先に仙台市レジャーセンターを設置し、同校移転後、都市公園法の公布と同時に開園した。
オフィスや専門学校・予備校が集まる本町・錦町に囲まれる憩いの公園として、定禅寺通り（国道45号）をはさんで当園の北西に所在する勾当台公園と共に市民から親しまれている。

## 歴史

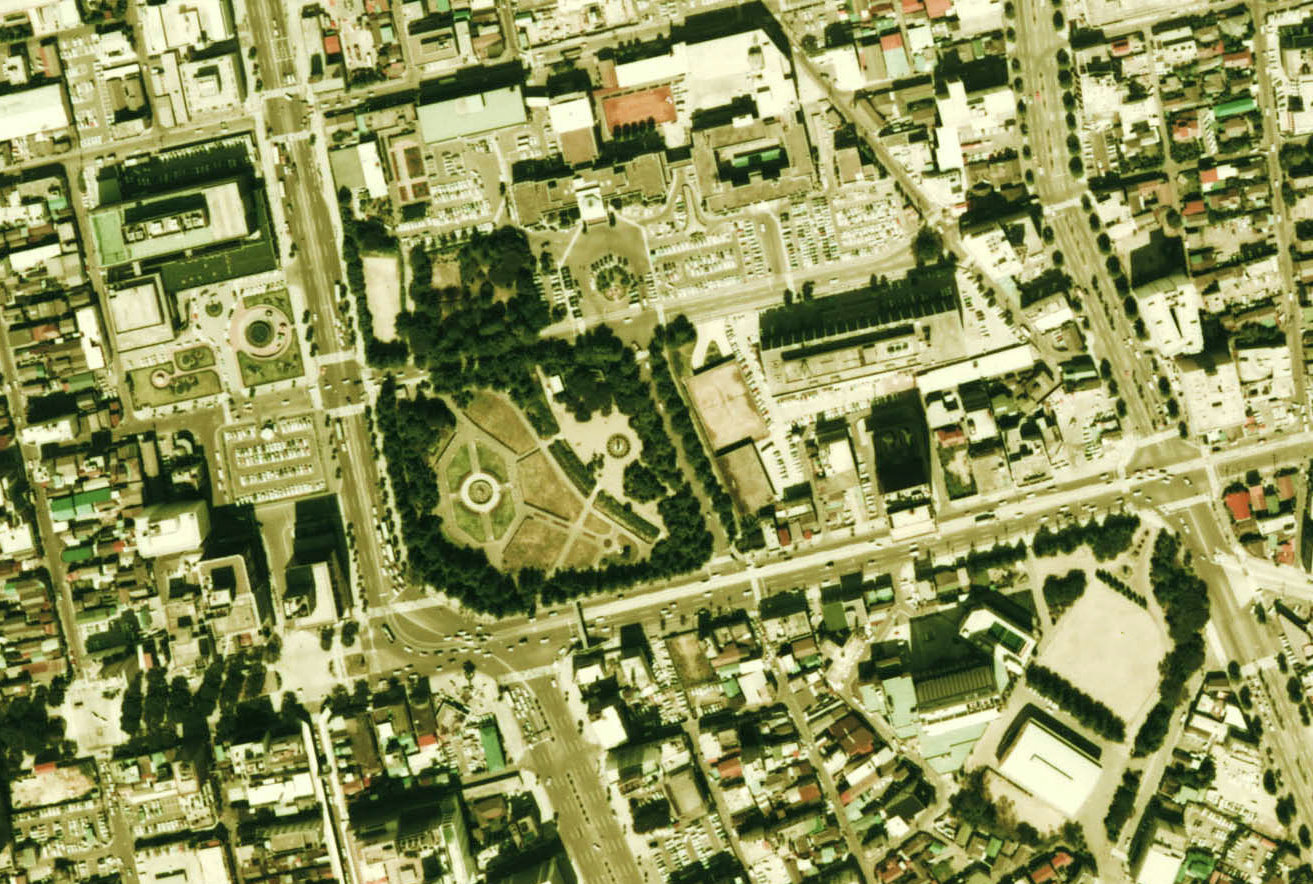
1975年度（昭和50年度）撮影の
錦町公園は写真右下。園内には1998年（平成10年）まで存在した仙台市レジャーセンターが写っている。
その他、レジャーセンターの左上に同1975年（昭和50年）新築移転して改称したばかりのホテル仙台プラザ、写真中央に勾当台通のクランク解消前の勾当台公園、写真左上に仙台市役所、中央上に高層ビル化前の宮城県庁舎などが写っている。なお、当写真は仙台市電の営業最終年度に撮影されており、定禅寺通の勾当台通より東側の併用軌道区間には現在のような街路樹が植栽された中央分離帯が無い。

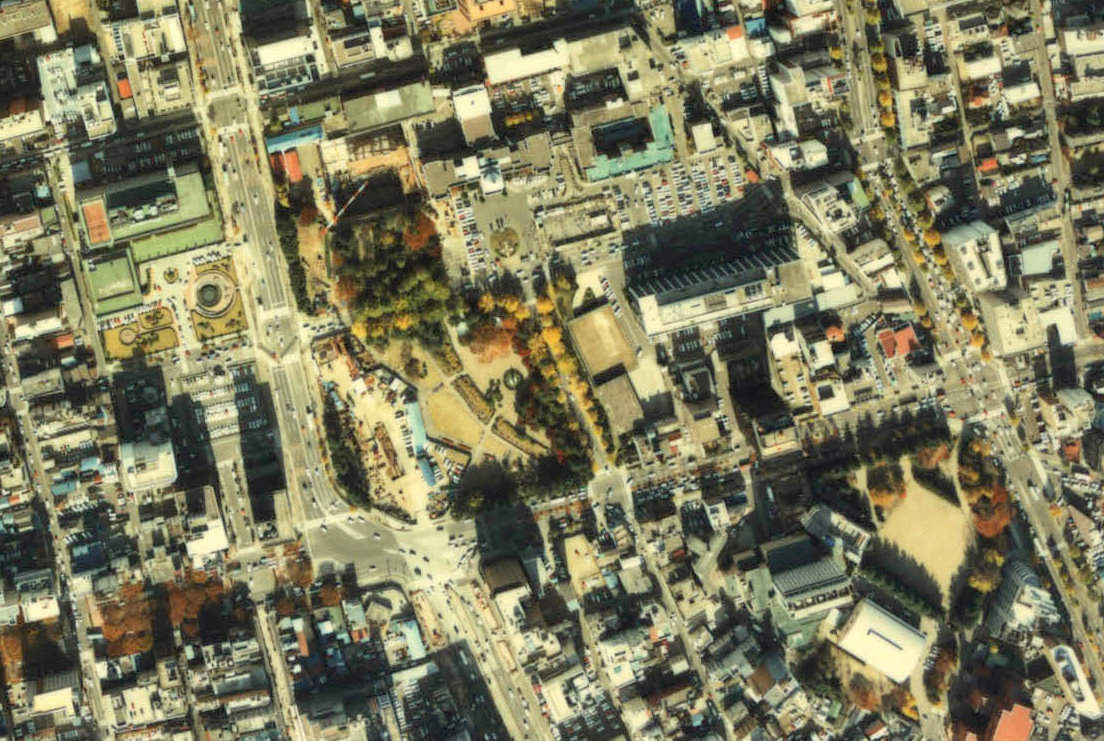
1984年度（昭和59年度）撮影の
仙台市電廃止により、レジャーセンター前駅も廃止されている。
なお、勾当台公園では仙台市営地下鉄南北線の建設に伴う勾当台通のクランク解消工事が行われている。

当地は仙台城の北東すなわち鬼門にあり、江戸時代初期の17世紀は段丘崖上の仙台上町段丘南西縁には勾当台から定禅寺・観喜院・千手院・梁川八幡などが仙台城の城下町を見下ろすようにずらりと建ち並び、一段低い仙台中町段丘から段丘崖を上る参道を各々備えていた。また、寺社の裏手の道である外記丁沿いには武家屋敷が並んでいた。
1681年（天和元年）、現在の当園の地にあった梁川八幡が、瀧澤神社との社地交換で広瀬川右岸の川内に遷宮すると、跡地に瀧澤神社および等覚院が建てられた。同寺の境内には伊達綱宗が延寿堂を建立して大仏を安置したため、現在の当園の東側の道は同心町との町名がのちに大仏前（おぼとけまえ）と呼ばれるようになった。元禄年間（1688年～1703年）になると、当地には他に安楽寺・木食寺・光明院などの寺院も建立された。
明治維新の廃藩置県で仙台藩が消滅すると、藩の後ろ盾が無くなった当地の寺社は大聖寺や大仏堂、瀧澤神社などを除いて廃寺となったようである。明治中期になると、現在の当園の地の北側が開削され、段丘崖下の定禅寺通東端と崖上の長丁（錦町）の西端とを結ぶ道路が新設された。また、現在の当園の地にあたる寺社跡地に県立宮城病院（のちの東北大学病院）が移転・開院する。しかし、同病院は東北帝国大学医科大学附属病院となる計画の下に1911年（明治44年）に北四番丁に新築・移転した。
同病院の跡地には東本願寺別院ができ、また、大正期から昭和初期にかけて、仙台育英中学校（現仙台育英学園高等学校）、斎藤報恩会の各施設、私立幼稚園などが設置され、定禅寺通の新道区間には仙台市電が開通した。
1945年（昭和20年）7月10日の仙台空襲で当地は焼け野原となり、戦後復興事業によって公園とすることが決まる。園内となる予定の地にあった寺社や学校は次々移転され、国民体育大会の開催に合わせて1952年（昭和27年）に仙台市レジャーセンターが開館し、1956年（昭和31年）には同センターを含む地域が錦町公園として開園した。
1998年（平成10年）にはレジャーセンターが閉館し、当園は2004年（平成16年）に全面リニューアルしてオープンした。その際にミスト噴水のオブジェを中心とした広場なども設置された。
ミスト噴水は2008年10月以降、衣服が濡れるなどの中止要請や高額な水道料金の問題で断続的に休止し、現状では電気系統の故障で修理見合わせにより停止中。（2010年9月現在）

### 年表
- 1681年（天和元年） - 梁川八幡が、瀧澤神社との社地交換により、広瀬川を挟んで大崎八幡宮と対峙する地に遷宮し、「亀岡八幡宮」に改称した（隣接地にあった別当寺の千手院も移転したと見られるが詳細不明）。
- 1683年（天和3年） - 現在の市道錦町公園東線[† 3]沿いに同心が配置され、道路名および町名が同心町となった。同じ頃、梁川八幡の跡地に天台宗の等覚院が建てられ[6]、境内に仙台藩第3代藩主・伊達綱宗が延寿堂を建立して毘盧遮那仏坐像（大仏）を安置したため、同心町は大仏前（おぼとけまえ）とも呼ばれるようになり、のちに同心町との呼称は廃れて大仏前と呼ばれるようになった[7]（現在の大仏前通。大仏堂は戦災で焼失）。
- 1911年（明治44年）4月 - 県立宮城病院が北四番丁（現・星陵地区）に移転。
- 1922年（大正11年） - 仙台育英中学校（現仙台育英学園高等学校）が外記丁校舎（現・錦町公園の地）にて開校。
- 1927年（昭和2年）12月25日 - 定禅寺通の新道区間に仙台市電が開通。
- 1933年（昭和8年） - 隣接地に斎藤報恩会が博物館を設置。
- 1935年（昭和10年） - 長丁が錦町に改称（→錦町 (仙台市) 参照）
- 1945年（昭和20年）7月10日 - 仙台空襲で同校外記丁校舎が焼失[1]
- 1946年（昭和21年） - 錦町公園の都市計画決定[12][13]
- 1949年（昭和24年） - 同校が外記丁校舎から宮城野キャンパスに新築移転。
- 1952年（昭和27年） - 同校外記丁校舎跡地などに仙台市レジャーセンター開設[11]。
- 1956年（昭和31年）4月 - 同校外記丁校舎跡地などを錦町公園として開園[13]
- 1956年（昭和31年）4月20日 - 都市公園法公布
- 1970年（昭和45年）2月1日 - 住居表示施行により、住所が本町2丁目となる[14][15]。
- 1974年（昭和49年）6月 - 隣接地に（旧）仙台市武道館が開館[16]。
- 1975年（昭和50年） - 隣接地にホテル仙台プラザが開業。
- 1989年（平成元年）4月1日 - 政令指定都市移行により、青葉区内となる。
- 1998年（平成10年）6月 - 仙台市レジャーセンター・（旧）仙台市武道館閉館[11][17]
- 2004年（平成16年） - 錦町公園をリニューアルオープン。

### 仙台市レジャーセンター
1952年（昭和27年）の東北3県国体に合わせて、仙台空襲で被災した仙台育英中学校外記丁校舎の所在地に仙台市レジャーセンターが開設された。同年、同センター内には仙台市科学館の前身となるサイエンスルームも設置された。
1956年（昭和31年）4月に同センターを含む外記丁校舎跡地に錦町公園が開園するが、同月公布された都市公園法の第4条により、園内建築物の建設面積は2%以下と定められた。同センターの建設面積は当園の面積の2%以上であり、不適格施設となってしまった。
1998年（平成10年）に北仙台に仙台市青葉体育館・仙台市武道館が開館したため、老朽化していた同センターは閉館となり、当園の不適格状態も解消された。

## 主なイベント
- 5月：仙台・青葉まつり
  - 五葉山火縄銃鉄砲演武式
  - 芸能祭
- 7月：東北オクトーバーフェスト（旧・仙台ジャーマンフェスト）
- 8月：本町夏まつり
- 9月：定禅寺ストリートジャズフェスティバル
- 9月：仙台オクトーバーフェスト
- 10月：みちのくYOSAKOIまつり

※ 仙台七夕まつりとSENDAI光のページェントの期間中は観光バスなどの駐車場となる。

## アクセス
- 仙台市地下鉄南北線・勾当台公園駅 - 公園1または南4出口より徒歩3分
- 仙台市地下鉄南北線・広瀬通駅 - 東2出口より徒歩4分
- JR仙石線・あおば通駅 -  出口1より徒歩7分
- JR仙台駅 - 西口より徒歩11分

## 周辺施設
- 宮城県警察仙台中央警察署本町交番
- 宮城県庁舎
- NHK仙台放送局
- 仙台CATV
- Date fm
- 銀杏坂